# Sapporo Beer

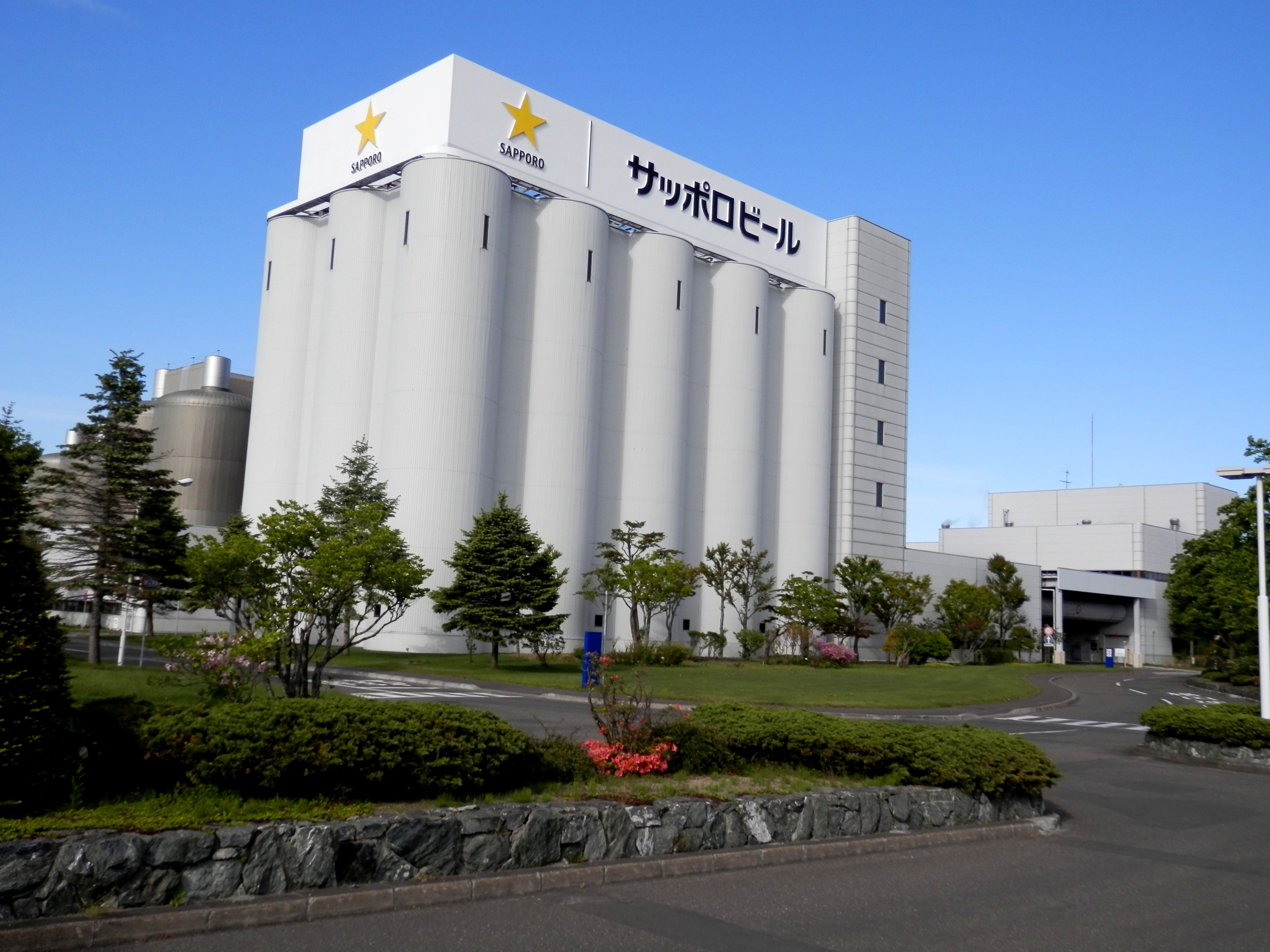
Sapporo Brauerei Eniwa

Sapporo Beer K.K. (jap. サッポロビール株式会社, Sapporo Bīru kabushiki kaisha, engl. Sapporo Breweries Limited) ist ein japanischer Brauerei- und Getränkekonzern mit Sitz im Stadtbezirk Shibuya, Präfektur Tokio.

## Geschichte
Das Unternehmen wurde 1876 von der Behörde für die Erschließung der Insel Hokkaidō (開拓使 Kaitakushi) in Sapporo gegründet. Erster Braumeister war Nakagawa Seibei, der sein Handwerk  bei der Tivoli-Brauerei in Fürstenwalde/Spree in Deutschland erlernt hatte. Nach der Privatisierung im Jahre 1886 fusionierte Sapporo 1906 mit der 1887 gegründeten Nippon Bier und der Osaka-Brewery zur Dai-Nihon Bier. 1949 wurde der Konzern bei der Auflösung der Zaibatsu zerschlagen und in Asahi Beer (damals noch mit den Kanji 朝日麦酒, erst seit 1964 in Katakana) und Nihon Beer (die heutige Sapporo Beer) geteilt. 2003 wurde die Unternehmensgruppe in eine Holdinggesellschaft überführt, Sapporo Holdings K.K., deren Tochter seitdem Sapporo Beer ist. 2006 übernahm Sapporo die Sleeman-Brauerei, die drittgrößte Brauerei Kanadas, für 400 Mio. CAD. Im Juni 2022 wurde bekannt gegeben, dass die kalifornische Brauerei Stone Brewing übernommen wird.

## Standorte

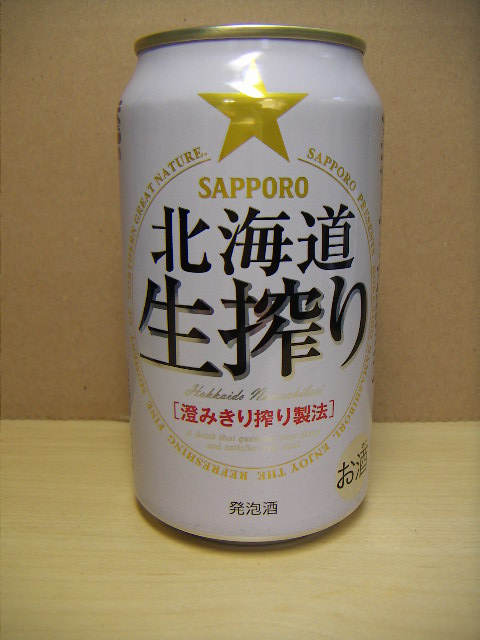
Sapporo Bier

Sapporo betreibt fünf Brauereien in Japan. Daneben noch die Sleman-Brauerei in Kanada, und die Sapporo USA-Brauerei in La Crosse. Seit 2011 ist auch der singapurianische Teehersteller Pokka Teil der Sapporo-Gruppe. 2015 wurde eine Brauerei in Long An, in Vietnam errichtet. Mit Wirkung zum 31. August 2017 erwarb Sapporo die amerikanische Anchor Brewing Company.